# Fakhr al-Mulk ibn-Ammar
Pour les articles homonymes, voir Ammar.
Fakhr al-Mulk Abû ’Ali ibn’Ammâr est le dernier qâdî de Tripoli, de 1099 à 1109, avant que sa ville ne soit prise par les croisés. Il est membre de la famille des Banû ’Ammâr.

## Biographie

### Famille
Le fondateur de la famille des Ben ’Ammâr, Abû Tâlib ibn ’Ammâr, était un fonctionnaire installé à Tripoli par les califes fatimides d’Égypte ou leur vizir, qui profite des difficultés de ces derniers avec les officiers seldjoukides qui conquièrent la Syrie pour le compte de leur maître profite des difficultés fatimides pour se rendre indépendants, en 1070. Il pratique ensuite une politique d’équilibre entre les Fatimides au sud et les Seldjoukides au nord en jouant sur leur rivalité : si l’un d’eux cherche à s’emparer de Tripoli, ses murailles lui permettent de tenir longtemps un siège et d’attendre une armée de secours venant de l’autre camp. 
Abû Tâlib et ses successeurs ne cherchent pas à accroître leur principauté, se contentent du titre de qâdî et font de Tripoli une cité riche et cultivée, célèbre pour son école et pour sa bibliothèque regroupant plus de cent mille volumes. À Abû Tâlib, mort en 1072, succède son neveu Jalâl al-Mulk, puis en 1099 le frère de ce dernier, Fakhr al-Mulk Abû ’Ali ’Ammâr .

### Règne
La première croisade traverse le pays au début de l’année 1099 et Fakhr al-Mulk conclut un accord avec les envoyés de la croisade, leur accordant le libre passage de ses États et le ravitaillement. Mais les envoyés, éblouis par les richesses de Tripoli, en font un rapport aux chefs croisés, excitant leur convoitise. Raymond de Saint-Gilles occupe Tortose et Maraclée et assiège ’Arqa, tandis que Godefroy de Bouillon et Robert Courteheuse assiègent Gibelet. Espérant faire partir Raymond, Fakhr al-Mulk fait courir vers le 9 mars le bruit d’une arrivée imminente d’une contre-croisade abbasside, mais Raymond, loin de céder à l’affolement, appelle auprès de lui Godefroy de Bouillon et Robert Courteheuse. À leur arrivée à ’Arqa, la rumeur est démentie et Godefroy et Robert, furieux d’avoir dû abandonner le siège de Gibelet, exigent de repartir vers Jérusalem. Mais Raymond de Saint-Gilles insiste et continue le siège. Ce n'est que quand Byzance propose une aide militaire que Raymond, ne voulant pas que les Byzantins tirent bénéfice de l'action des croisés, accepte de lever le siège le 13 mai et de négocier avec le qâdî. Le 16 mai 1099, les croisés quittent Tripoli et arrivent devant Beyrouth le 19 mai,.
Les croisés prennent Jérusalem le 15 juillet 1099 et élisent l’un des leurs, Godefroy de Bouillon, pour gouverner la ville et le nouvel État. Il meurt le 18 juillet et Daimbert, patriarche de Jérusalem, revendique le gouvernement, voulant transformer le nouvel État en théocratie. Les proches de Godefroy s’y refusent et appellent le frère de Godefroy, Baudouin de Boulogne, alors comte d’Édesse. Mais cette venue ne satisfait pas tout le monde et Tancrède de Hauteville tente de bloquer son chemin. De leur côté, Duqâq, émir de Damas, cherche à tendre une embuscade à Baudouin et ses compagnons, près de Gibelet. Le qâdî de Tripoli, choisit clairement son camp et accueille Baudouin lorsqu’il arrive à proximité de Tripoli et le prévient de l’embuscade de Duqâq,. Il faut dire que Buri Taj el-Moluk, lieutenant de Duqâq et fils de Tughtekin, occupait depuis quelques années pour le compte de son maître Jabala qui était auparavant dépendant de Tripoli. Buri régnant en tyran sur Jabala, les habitants de la ville se révoltent et appellent Fakhr al-Mulk, qui reprend la ville au mois d’août 1101.
Cette politique d’amitié avec les Francs prend fin en 1102, quand Raymond de Saint-Gilles jette son dévolu sur la région pour se tailler un fief. Il prend Tortose en février 1102, Gibelet en avril 1103 et met le siège devant Tripoli, dont il compte faire la capitale de son futur comté. Il fait construire une forteresse, le Mont-Pèlerin, que Fakhr al-Mulk tente de faire détruire au cours d’une sortie en 1104, mais en vain. Raymond de Saint-Gilles meurt en février 1105, mais sa mort ne met pas fin au siège, qui est repris par son cousin Guillaume Jourdain, comte de Cerdagne.
Ne voulant faire appel ni à Tughtekin, l’atabeg de Damas, avec qui il est toujours brouillé, ni aux Fatimides, qui exigeraient la suzeraineté et peut-être le destitueraient, il fait appel à Soqman ibn Ortoq, vainqueur de la bataille de Harran, mais ce dernier meurt d’une angine à Palmyre en conduisant une armée de secours,.
Le blocus de la ville est de plus en plus étroit, et son ravitaillement se fait de plus en plus difficile. Fakhr al-Mulk fait saisir tous les vivres de sa ville pour les partager entre tous les habitants et impose les richesses pour financer la défense de la ville. Mais les bourgeois de la ville voient ses richesses partir ainsi, ses activités commerciales paralysées par le siège et certains d’entre eux quittent la ville, prêtent allégeance aux Francs et leur indiquent par quels sentiers la ville est ravitaillée. Le blocus devient total et l’émir, après avoir demandé l’extradition des traîtres, les fait assassiner (1106).
Au printemps 1108, le cadi Fakhr el-Moulk, lassé d’attendre les secours du sultan Saljûqide Muhammed Ier, se rend à Bagdad, escorté de 500 cavaliers et de nombreux serviteurs chargés de cadeaux (fin mars). Il passe par Damas, dominée à la mort de Dukak par l’atabek Tughtekin, qui l’accueille à bras ouvert. À Bagdad, le sultan le reçoit en grande pompe, mais préfère régler en premier lieu le problème de Mossoul. Fakhr el-Moulk, de retour à Damas en août, apprend que Tripoli a été donnée par les notables, las de l’attendre, au vizir d’Égypte Al-Afdhal. Il se réfugie à Jabala,.
Les Égyptiens se montrent incapables de défendre Tripoli, qui est prise et pillée le 19 juillet 1108 . L’année suivante, Tancrède assiège Jabala qui, mal approvisionnée, se rend le 23 juillet 1109, mais il laisse Fakhr al-Mulk partir librement. Il se retire à Damas où l’atabek Tughtekin l'accueille et le pensionne et où il finit ses jours.

### Sources
- René Grousset, Histoire des croisades et du royaume franc de Jérusalem - I. 1095-1130 L'anarchie musulmane, Paris, Perrin, 1934 (réimpr. 2006), 883 p.
- Amin Maalouf, Les Croisades vues par les Arabes, J’ai lu, 1983 (ISBN 978-2-290-11916-7)
- Steven Runciman, Histoire des Croisades, 1951 [détail de l’édition] (publi. 2006), édition Tallandier,  (ISBN 2-84734-272-9)